# Steinerne Brücke Altena
Die Steinerne Brücke Altena ist eine als technisches Kulturdenkmal geschützte Bogenbrücke über den Fluss Lenne ausgangs des Rahmedetals in der nordrhein-westfälischen Stadt Altena.

## Konstruktion
Der Brückenschlag besitzt eine Länge von 68 Metern, ist 5,45 Meter breit und besteht aus drei flachen Korbbögen mit je ca. 18 Metern Spannweite aus Bruchsteinmauerwerk auf Schiffspfeilern. Der Vorgängerbau hatte noch zwei Bögen mehr. Neben Elementen des Jugendstils besitzt die Brücke weiteres Zierwerk in Form von in Sandstein eingemeißelten Reliefs über dem mittleren Korbbogen. Stromaufwärts weisend befindet sich das Wappen der ehemaligen Grafschaft Mark und stromabwärts weisend die Wappentafel mit dem springenden Pferd Westfalens.

## Geschichte
Die Steinerne Brücke ist die älteste Brücke Altenas. Sie wurde mehrfach beschädigt oder zerstört und neu errichtet. Die heutige Brücke wurde im Jahre 1912 erbaut. 1570 war die „Steinerne Brücke“ über Jahrhunderte hinweg der einzige gesicherte Lenneübergang für Altena, Halver und Schalksmühle. Die anderen Brücken waren sämtlich aus Holz.
Die Brücke nahm den Verkehr eines regionalen Hauptverkehrswegs zwischen Altena und Lüdenscheid auf. Nach dem Bau der Ruhr-Sieg-Strecke verlief der Verkehr zunächst über einen unmittelbar an der Brücke liegenden Bahnübergang.
1988 wurde die Pott-Jost-Brücke fertiggestellt, welche die Steinerne Brücke weitgehend ersetzte, und der Bahnübergang wurde gesperrt. Im Zuge der zu dieser Zeit durchgeführten Straßenbaumaßnahmen wurde die Steinerne Brücke als Verkehrsbrücke eingezogen und zur Sackgasse für den Kraftfahrzeugverkehr. Fortan diente sie im Wesentlichen nur noch als Fußgängerbrücke. 1994 erfolgte eine Sanierung des Bauwerks.

## Nutzung
Die Steinerne Brücke dient neben der Nutzung durch Fußgänger und Radfahrer auch als Parkraum. Außerdem verlaufen Wanderwege (Siegerlandweg (Etappe 1 Iserlohn – Augustenthal), Drahthandelsweg) über die Brücke.